# Die Frau am dunklen Fenster
Die Frau am dunklen Fenster ist ein deutsches Spielfilmdrama aus dem Jahre 1960. Unter der Regie von Franz-Peter Wirth spielen Marianne Koch, Robert Graf und Heinz Drache in den Hauptrollen.

## Handlung
Der Kaufmann Thomas Melchior ist Frau Konradins neuer Untermieter. Ihre Tochter Luise ist gehbehindert, seit sie an Kinderlähmung erkrankte. Da Luise ganz offensichtlich Gefallen an dem neuen Mann im Haus findet, muss sie sich ständig Warnungen ihrer Mutter anhören, die ihr sagt, dass der charmante Junggeselle sicherlich eine vollkommen gesunde Frau suche. Dennoch kommen sich Luise, die beim Fernsehen arbeitet, und Melchior näher; man trifft sich in einer eigens von ihr angemieteten Wohnung. Vor Ort lernt sie die attraktive Blondine Karin Becker kennen, Typ Femme fatale mit starken Anleihen bei Jayne Mansfield. Karin hat einen Freund namens Hermann Brasch; über dessen Kontakte kann sie Melchior einen guten Job verschaffen. Luise ist bald abgemeldet, als Thomas sich die verführerische Karin in die Wohnung holt. Es dauert nicht lange, bis das Paar auch heiratet. Doch rasch ziehen Wolken in diesem Beziehungskosmos auf. Denn jener Brasch ist ein ausgemachter Gauner und will mit seiner Ex Karin ins Ausland fliehen. Thomas will zwar auf seine Gattin nicht verzichten, schließt sich den beiden jedoch nicht an. 
Zwischen Karin, die von ihm auch noch Geld für die Flucht fordert, und ihrem Mann kommt es zu einem Disput. Melchior, der endlich erkennt, dass er mit Karin die falsche Frau geheiratet hatte, schreibt Luise einen Abschiedsbrief und will sich anschließend erschießen. Es kommt zwischen dem Ehepaar wegen der Pistole zu einer Rangelei, bei der sich ein Schuss löst. Tödlich getroffen, sinkt Thomas Melchior zusammen. Karin flieht in Panik mit Brasch an die Landesgrenze, dort trennen sich ihre Wege. Wenig später wird sie verhaftet. Luise, die Karin für die tragischen Ereignisse der vergangenen Wochen verantwortlich macht, will, dass diese blonde Sirene für ihre (moralische) Schuld bezahlt. Und daher verschweigt sie dem ermittelnden Staatsanwalt Wegner, dass sie im Besitz des Karin entlastenden Abschiedsbriefs von Melchior ist. Karin muss in Untersuchungshaft, bekommt aber Freigang, als Thomas Melchior zu Grabe getragen wird. Bei der Beerdigungszeremonie geraten sich die beiden Frauen massiv in die Haare. Wegner, der ahnt, dass ihm Luise Konradin etwas verschweigt, befragt die junge Frau nochmals. Diese gesteht schließlich, den Abschiedsbrief Melchiors vernichtet zu haben. Sie kann jetzt ohne den Druck, jemanden unschuldig im Gefängnis schmoren zu lassen, ihr Leben neu ordnen. Und dies womöglich an der Seite des ihr sympathischen Staatsanwaltes.

## Produktionsnotizen
Die Frau am dunklen Fenster entstand im Frühwinter 1959/60, passierte die FSK-Prüfung am 7. März 1960 und wurde am 17. März 1960 in Hannover uraufgeführt. Am 3. August 1964 erfolgte die deutsche Fernseherstausstrahlung im ZDF.
Gyula Trebitsch hatte die Herstellungsleitung bei dieser Walter-Koppel-Produktion, Heinz-Günter Sass die Produktionsleitung. Rainer Erler assistierte dem Regisseur Wirth. Herbert Kirchhoff und Albrecht Becker sorgten für die Filmbauten; Trebitschs Ehefrau Erna Sander entwarf die Kostüme. Franz Hofer war unter Günther Senftlebens Chefkamera für die Kameraführung zuständig, Gerd von Bonin war Kameraassistent. Werner Schlagge sorgte für den Ton.

## Kritiken
„Der rechte Griff ins Leben ist dem deutschen Film fast immer verwehrt gewesen. Jetzt hat Franz Peter Wirth einen neuen Vorstoß in diesen Wunschbereich unternommen, indem er uns "Die Frau am dunklen Fenster" zeigt. Ist es ihm gelungen, diese Frau aus dem Schatten ihres Schicksals herauszulösen und als Figur des Lebens griffig und greifbar zu machen? Es ist ihm fast gelungen. (…) Das "dunkle Fenster" des Filmtitels versinnbildlicht den Schicksalshintergrund: die Verschmähte ist -- nach überstandener Kinderlähmung -- leicht gehbehindert; das Fenster ihres Lebens ist nur dieses eine Mal durch Liebe erhellt worden. Das ist ein starkes Motiv für einen starken Stoff, wenn man will: das Leben selbst. (…) Ein Verdienst hat der Regisseur sich aber mit einigen seiner Darsteller erworben, von denen vor allem Marianne Koch und (ihre Mutter) Alice Treff, mit Abstand auch Robert Graf und Staatsanwalt Heinz Drache recht dicht an die -- im besten Falle -- zu fordernde Leistung herankommen. Ferner die stark überforderte Rivalin Christiane Nielsen... Der Film ist noch nicht die erhoffte Meisterleistung des „Helden“-Regisseurs, aber er erweckt neue Hoffnung.“

Im Lexikon des Internationalen Films heißt es: „Ein psychologisch angeleuchtetes Drama, das sich geschickt in der Nähe gängiger Illustriertengeschichten bewegt.“